# 블로킹
블로킹이란 포수가 투수의 투구를 흘리지 않고 잘 받아내는 능력을 가르키는 단어이다. 블로킹은 포수의 능력에 있어서 매우 중요한 것 중에 하나이다.

## 블로킹의 중요성
블로킹은 포수가 투수의 공을 잘 잡아내는 능력인만큼 포수에게 있어 매우 중요한 능력이라고 얘기를 할 수가 있다. 블로킹은 포수가 가지는 가장 기본적인 덕목으로 투수가 던지는 변화구나 직구 등의 구질들을 모두 잘 잡아내야하며 블로킹을 잘해야 진정한 명포수로 거듭날 수 있게 된다. 또한 블로킹이 중요한 이유에는 포수로서도 블로킹을 잘해야 포수인 자신의 포일이 일어나는 확률을 그만큼 줄일 수가 있으며 아울러 투수의 폭투가 나올 확률도 같이 줄여주기 때문이다. 블로킹을 잘하는 야구 선수로는 KBO에선 양의지 선수 등이 있으며 MLB에선 버스터 포지 등의 야구 선수가 있다.

## 같이 보기
- 야구
- 포수